# Фракия (автомагистраль)
Автомагистраль A1 «Фракия» (болг. Автомагистрала A1 „Тракия“) или Фракийская автомагистраль — автомагистраль в Болгарии, соединяющая города София (начало), Пловдив и Бургас (конец). Названа в честь одноимённого исторического региона, часть которого занимает Болгария. Общая длина составляет 360 км, официальное открытие последнего участка дороги состоялось 15 июля 2013 года, а само строительство велось более 40 лет. Фракийская автомагистраль является первой в настоящий момент по общей протяжённости в стране: автомагистраль A2 «Хемус» имеет протяжённость в 167 км при запланированных 433 км.
A1 соединяется с западной частью Софийской кольцевой дороги и позволяет быстро выйти на автомагистрали A2 «Хемус» и A3 «Люлин». В перспективе возможно соединение с автомагистралью A7 «Калотина» и Софийским северным проходом для снижения плотности трафика в Софии. В самом конце у Бургаса автомагистраль «Фракия» соединяется с A5 «Черно Море», что позволяет быстрее добраться до Варны и черноморских курортов. На 169-м километре на путевом узле Оризово есть развилка с выходом на A4 «Марица», соединяющая Фракийскую магистраль с дорогой через турецкую границу (местечко Капитан-Андреево). Узел располагается между Пловдивом и Чирпаном, примерно в 5 км к северу от Первомая.

## История
Строительство дороги началось в 1973 году. Первые 10 километров из Софии в Нови-Хан были построены к 1978 году, в 1984 году автомагистраль продлили до Пловдива, второго по величине города в Болгарии. В 1995 году был завершён 32-километровый участок между Пловдивом и путевым узлом Плодовитово при финансовой поддержке Европейского банка реконструкции и развития. В 2000 году Европейский инвестиционный банк выделил заём на строительство ещё двух участков: между путевым узлом Оризово и Старой-Загорой и между Карнобатом и Бургасом. Участок до Старой-Загоры достроили в 2007 году, а годом ранее ввели в эксплуатацию конечную часть у Бургаса.
В 2005 году строительство ознаменовалось скандальным контрактом между правительством Болгарии и португальской компанией сроком на 35 лет, по которому планировалось построить дорогу без тендерных операций от сербской границы (пропускной пункт Калотина — Бургас), но контракт был аннулирован в 2008 году, и участок от Старой-Загоры до Карнобата строился уже на средства структурных фондов Евросоюза.
С 2009 по 2010 годы велись переговоры о соединении Старой-Загоры, Новой-Загоры, путевого узла Ямбол-восток и Карнобата. Общая протяжённость этой дороги составляла 116,8 км. В середине 2012 года были открыты первые участки между этими городами, а 15 июля 2013 открылся последний участок дороги между путевым узлом Ямбол-восток и Карнобатом

## Участки

Автомагистраль «Фракия» в Болгарии

| Съезд | Км   | Пункты назначения                              | Состояние       |
| ----- | ---- | ---------------------------------------------- | --------------- |
|       | 0    | Софийская кольцевая дорога, Цареградское шоссе | Эксплуатируется |
|       | 5    | Лозен, Равно-Поле                              | Эксплуатируется |
|       | 5,5  | Нови-Хан                                       | Эксплуатируется |
|       | 24,4 | Вакарел                                        | Эксплуатируется |
|       | 35,2 | Ихтиман-север                                  | Эксплуатируется |
|       | 47,2 | Ихтиман-юг, Костенец                           | Эксплуатируется |
|       | 61,7 | Ветрен                                         | Эксплуатируется |
|       | 70   | Церово, Велинград                              | Эксплуатируется |
|       | 80,8 | Калугерово, Динката                            | Эксплуатируется |
|       | 91   | Пазарджик, Панагюриште                         | Эксплуатируется |
|       | 113  | Цалапица, Сыединение                           | Эксплуатируется |
|       | 120  | Пловдив-запад, Пампорово (туда и с запада)     | Эксплуатируется |
|       | 122  | Пловдив-восток, Пампорово (туда и с востока)   | Эксплуатируется |
|       | 127  | Пловдив-север                                  | Эксплуатируется |
|       | 134  | Пловдив-восток                                 | Эксплуатируется |
|       | 151  | Белозем                                        | Эксплуатируется |
|       | 166  | Первомай (только с запада)                     | Эксплуатируется |
|       | 169  | (Хасково/Димитровград; Стамбул )               | Эксплуатируется |
|       | 175  | Чирпан                                         | Эксплуатируется |
|       | 185  | Чирпан                                         | Эксплуатируется |
|       | 209  | Стара-Загора E 85                              | Эксплуатируется |
|       | 240  | Нова-Загора                                    | Эксплуатируется |
|       | 276  | Ямбол-запад                                    | Эксплуатируется |
|       | 283  | Зона отдыха, Кабиле                            | Эксплуатируется |
|       | 290  | Ямбол-восток                                   | Эксплуатируется |
|       | 326  | Карнобат                                       | Эксплуатируется |
|       | 352  | Болгарово, Бургасское нефтяное месторождение   | Эксплуатируется |
|       | 360  | Бургас, Ветрен E 87                            | Эксплуатируется |

## Галерея

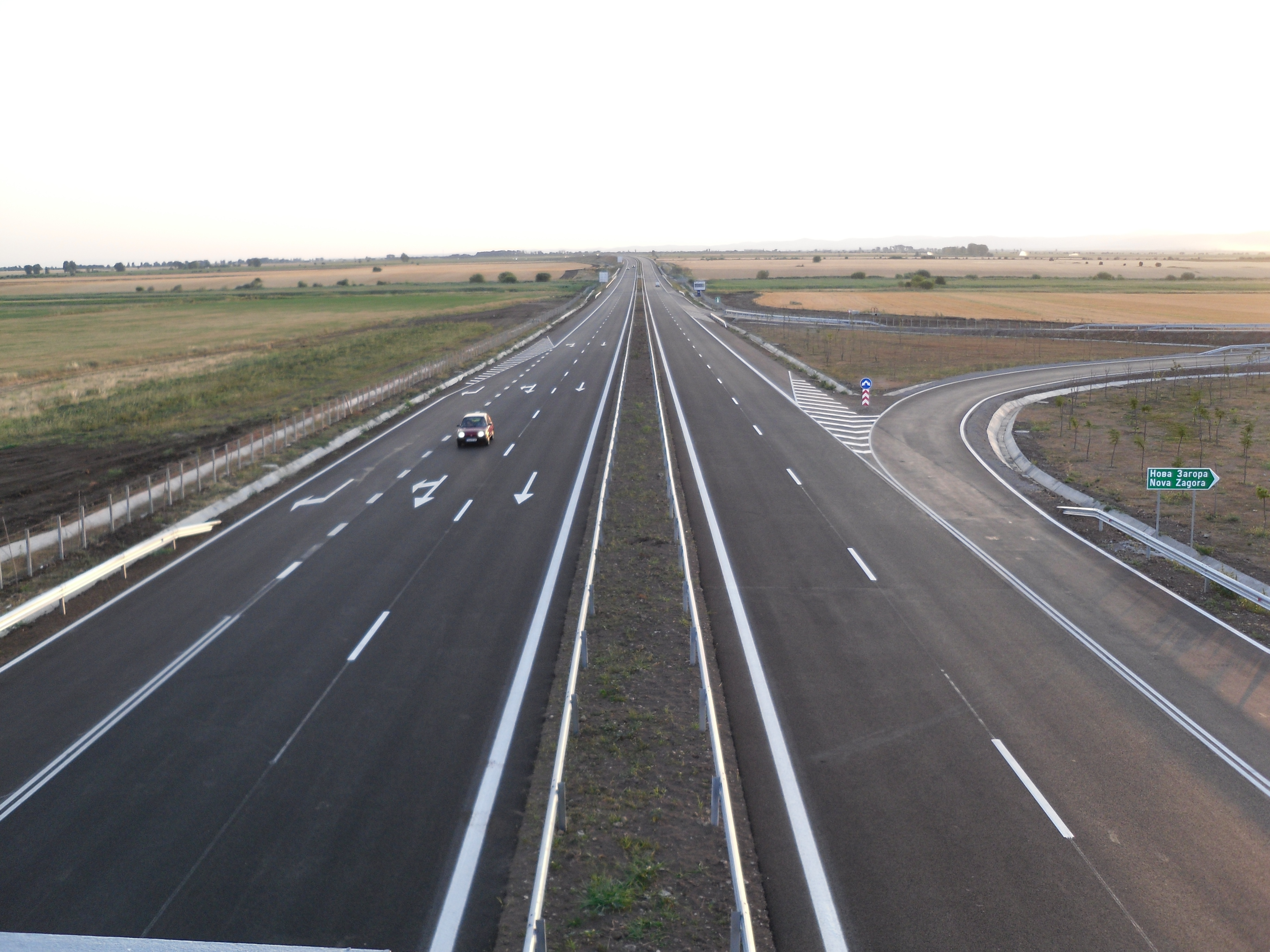
Участок у Нова-Загоры
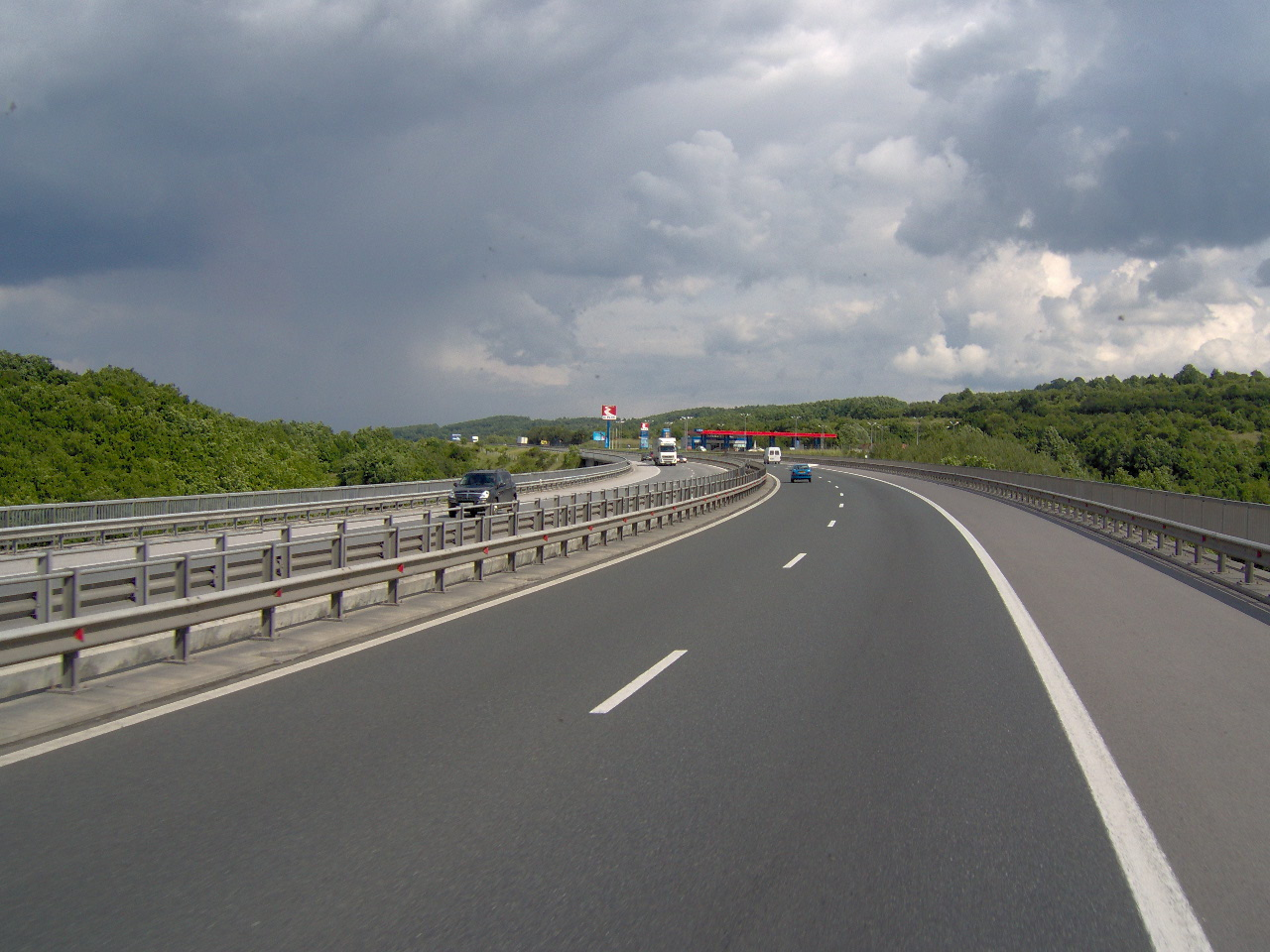
Участок у деревни Вакарел
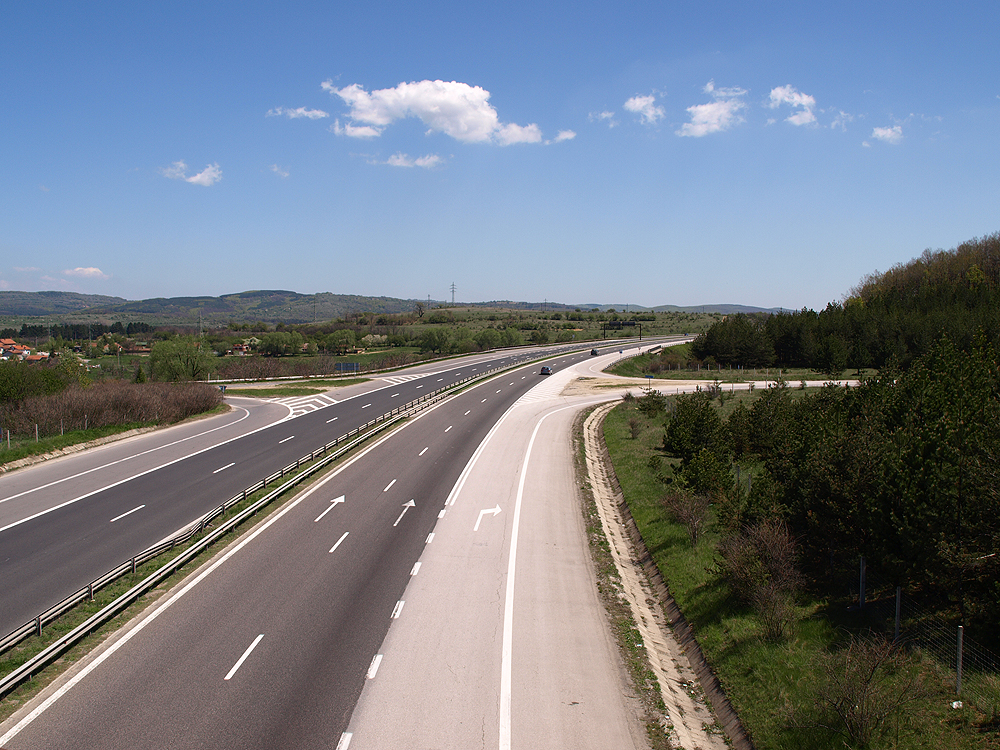
Участок Вакарел — Панагюриште
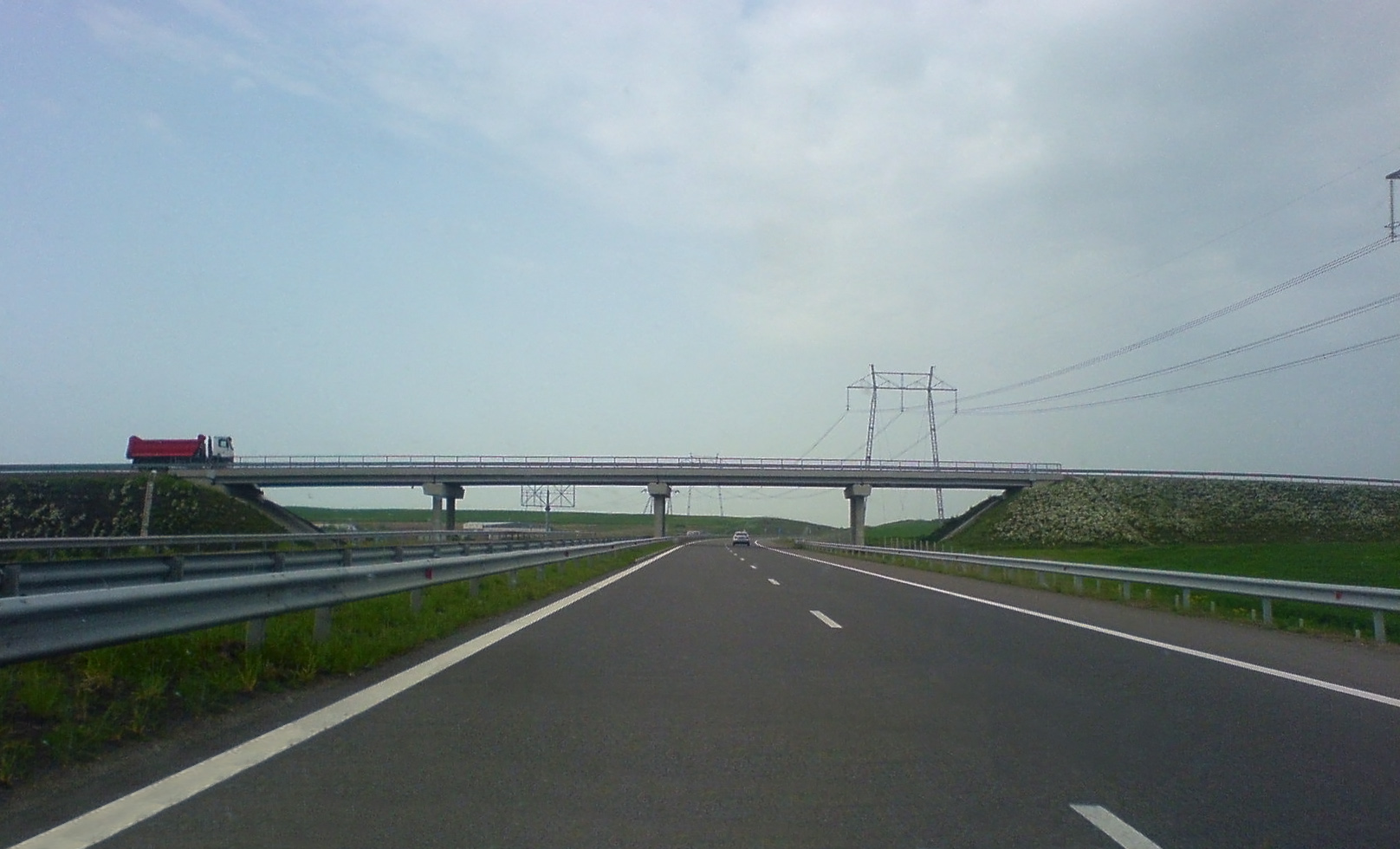
Участок у Бургаса